# Д’Оггер, Александра Васильевна
Баронесса Александра Васильевна д’Оггер (Гоггер) (в замужестве Сенявина, 11 сентября 1805—1862) — фрейлина российского императорского двора (с 1826 года).
Действительный и почётный член Императорского женского патриотического общества.

## Биография
Родилась 11 сентября 1805 года (по другим данным в 1803 году). Дочь нидерландского посла в Петербурге барона Иоганна Вильгельма д’Оггера (Johann Wilhelm d′Hogger, ок. 1731—1816) и Анны Александровны Полянской (1766—1845).
Александра отличалась поразительной красотой: довольно полная, высокого роста, с ярким цветом лица на свежей матовой коже, придающим необыкновенный блеск её чёрным глазам, окаймлённым длинными ресницами; волосы цвета вороного крыла; всё вместе делало неотразимое впечатление. Графиня Дарья Фёдоровна Фикельмон так описывала баронессу:

«У неё прелестное лицо и особая смесь кротости и очаровательной живости. Она столь мила и любезна, что не любить её невозможно. Она из той породы женщин, которых князь Меттерних называет бабочками, созданиями из газа, цветов и бантиков. Она печальна и уныла и, по-моему, причина этому исключительная невзрачность её супруга. В самом деле, для женщины с душою это чувство превосходства над мужем равносильно несчастью».

С 1827 года Александра Васильевна была замужем за Иваном Григорьевичем Сенявиным (1801—1851), тайным советником, сенатором, который руководил Новгородской и затем Московской губерниями. Жила роскошно с семьей в доме № 64 по Английской набережной в Петербурге, который устроила по последней парижской моде, выписывая для этих целей модные журналы. После разорения и смерти мужа, была вынуждена уехать с детьми в деревню.
Дети:
- Лев Иванович (30.11.1827[5]—?), родился в Петербурге, крещен 29 декабря 1827 года в церкви при Лейб-гвардии Конном полку при восприемстве графа М. С. Воронцова и бабушки баронессы А. А. Гоггер.
- Евгения Ивановна (1829—1862), унаследовала красоту и очарование матери, была замужем за А. И. Васильчиковым.
- Софья Ивановна (23.11.1830[6]—28.05.1836[7]), родилась в Женеве, крещена 23 ноября 1830 года при восприемстве Л. Г. Сенявина и тетки Е. В. Мейендорф; умерла от колотья, похоронена в Александро-Невской лавре.
- Елизавета Ивановна (1832—?)
- Александр Иванович (26.06.1834—1902), крестник императрицы Александры Фёдоровны и Александра II.
- Николай Иванович (1836—?)
- Мария Ивановна (22.05.1838[8]—1903), крестница великого князя Михаила Павловича и великой княжны Марии Николаевны, с 1869 года замужем за поручиком графом Леонидом Фёдоровичем Паленом (1834—1908), сыном Ф. П. Палена.

Умерла Александра Васильевна в 1862 году.